# Oscar Asche
Pour les articles homonymes, voir Asche.
Oscar Asche (né John Stange(r) Heiss Oscar Asche à Geelong le 26 janvier 1871 et mort le 23 mars 1936 à Marlow) est un acteur, écrivain et metteur en scène australien.

## Biographie
Oscar Asche est surtout connu pour avoir écrit, dirigé et joué (sur scène et à l'écran) Chu Chin Chow (en), une comédie musicale inspirée de Ali Baba et les Quarante Voleurs qui battit de nombreux records. Il monta et joua aussi dans de nombreuses pièces de Shakespeare.

## Filmographie

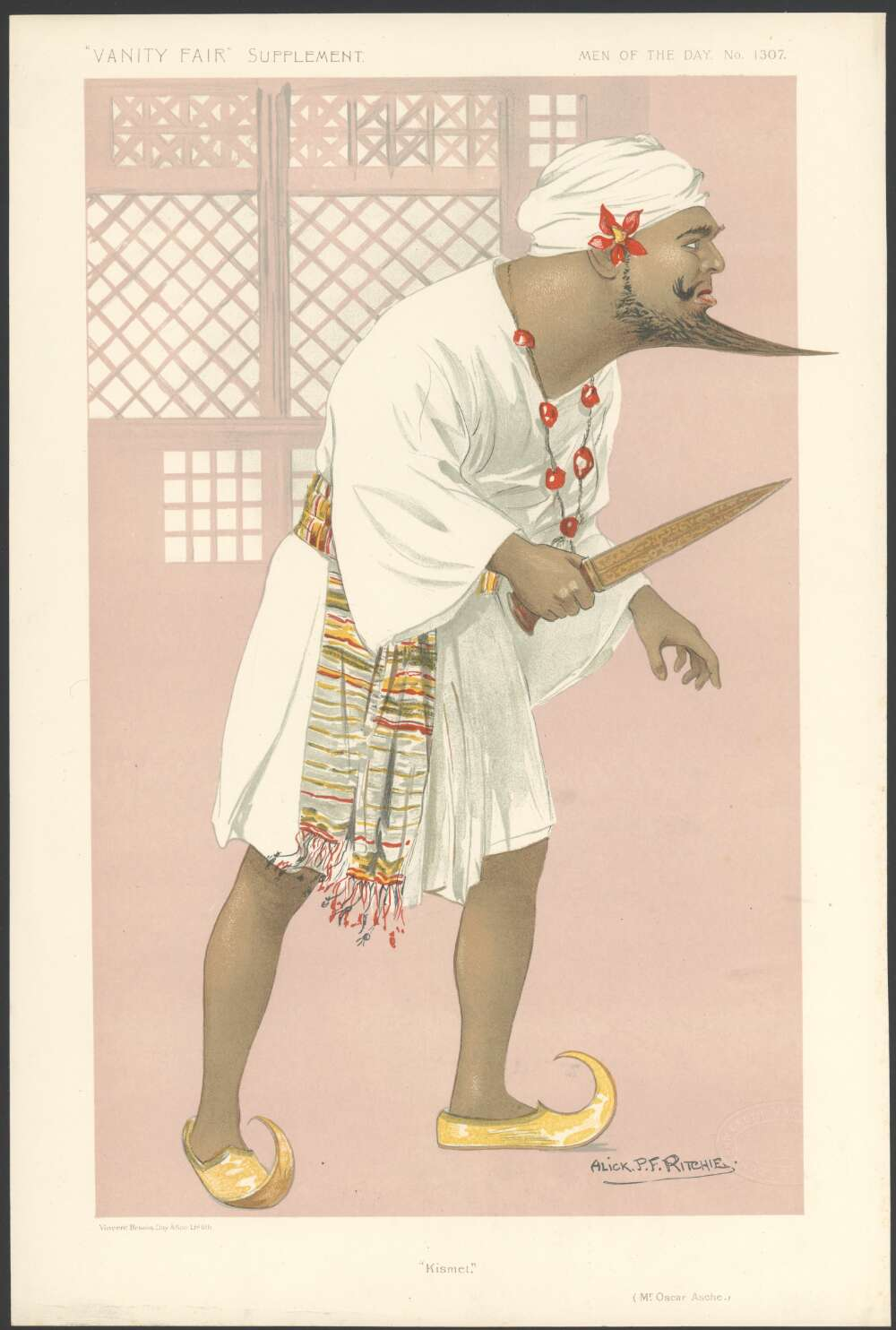
Oscar Asche caricaturé dans le Vanity Fair du 29 novembre 1911.

### Comme acteur
- 1937 : La Symphonie des brigands de Friedrich Fehér
- Eliza Comes to Stay
- 1935 : Scrooge
- The Private Secretary
- Two Hearts in Waltz Time
- My Lucky Star
- Don Quichotte
- Kismet